# Frank Woodruff

Frank Woodruff (né le 11 juin 1906 à Columbia en Caroline du Sud et mort le 16 septembre 1983 à Los Angeles) est un réalisateur américain, actif dans les années 1940.
Il a aussi produit et dirigé plusieurs épisodes de la série télévisée The Bigelow Theatre au début des années 1950.

## Filmographie partielle
- 1940 : Curtain Call
- 1940 : Cross-Country Romance
- 1940 : Wildcat Bus
- 1941 : Play Girl
- 1941 : Lady Scarface
- 1941 : Repent at Leisure
- 1943 : Cowboy in Manhattan
- 1944 : Invitation à la danse (Lady, Let's Dance)